# Marjolaine Meynier-Millefert
Marjolaine Meynier-Millefert, née le 30 septembre 1982 à Échirolles (Isère), est une femme politique française.
Élue au conseil régional d'Auvergne-Rhône-Alpes lors des élections régionales de 2015 sur la liste du socialiste Jean-Jack Queyranne, elle est membre de La République en marche depuis 2016 et de Territoires de progrès depuis 2020. Elle est élue députée dans la dixième circonscription de l'Isère en 2017, puis réélue en 2022.

## Biographie
Née en septembre 1982 à Échirolles, d'origine néerlandaise par sa mère, Marjolaine Meynier-Millefert grandit à Montagnieu, puis prolonge ses études à Lyon, Paris et Grenoble. Elle devient ensuite enseignante d'anglais.
En 2013, elle crée une entreprise de communication pour les petites et moyennes entreprises. Elle est également propriétaire, avec son mari, de la société Ludilux, spécialisée dans la menuiserie de portes et fenêtres.
En décembre 2015, elle se présente aux élections régionales sur la liste du socialiste Jean-Jack Queyranne, sans être elle-même adhérente du Parti socialiste, et est élue,.
En 2016, elle coordonne les comités En marche dans le nord de l'Isère, et est retenue par ce mouvement comme candidate aux élections législatives pour la dixième circonscription de ce département. Présente au second tour, elle est élue avec 64,62 % des voix exprimées, contre le candidat du FN.
Elle s'est spécialisée sur le thème de la rénovation énergétique. Elle a été désignée rapporteure de la Commission d’enquête sur l’impact économique, industriel et environnemental des énergies renouvelables, sur la transparence des financements et sur l’acceptabilité sociale des politiques de transition énergétique, le 7 mars 2019.
Elle a également été nommée en 2018 animatrice du comité de pilotage du plan de rénovation énergétique des bâtiments, dans lequel elle milite pour l'inclusion des portes et fenêtres dans les dispositifs d'aide de l’État CITE (crédit d'impôts pour la transition énergétique) – alors même qu'elle dirige une société qui commercialise précisément des portes et fenêtres.
En mars 2021, elle devient présidente de l'association d'utilité publique HQE-GBC. Un mandat qui soulève des interrogations et fait l'objet d'interprétations controversées de la part des déontologues de l'Assemblée Nationale. L'ancien déontologue, Christophe Pallez considérant qu'elle occupe des fonctions incompatibles avec son mandat alors que le nouveau déontologue, Jean-Eric Gicquel, n'y voit aucun problème.
Elle est réélue députée lors des législatives de 2022, avec 52,51 % des suffrages exprimés au second tour face à Nathalie Germain, candidate du Rassemblement national. Elle est élue vice-présidente de la commission du Développement durable et de l'Aménagement du territoire de l'Assemblée nationale.
Elle n'est pas réélue aux élections législatives de 2024. Elle déclare avoir hésité à quitter Renaissance avant la dissolution, regrettant sa trop forte droitisation.